# Burerythrites pankowskii
Burerythrites pankowskii (лат.) — вид вымерших клещей из семейства Erythraeidae подотряда Prostigmata, единственный в роде Burerythrites. Жили во времена позднемеловой эпохи на территории современной Мьянмы.

## История исследования
Был обнаружен в бирманском янтаре. Описан Мартой Коникевич и Яной Макол в сентябре 2018 года. Вместе с Burerythrites pankowskii также были найдены другие виды клещей: Burphanolophus joergwunderlichi, Burfessonia maryae и Nothrotrombidium myanmarum.